# Lianna
Lianna (Medellín, 28 de enero de 1984) es una cantante colombiana de Neo soul y Hip hop.

## Biografía

### Infancia
Nació el 28 de enero de 1984 en la ciudad de Medellín de la que madre y padre se la llevan para asentarse en Bogotá. Sus primeros años estuvieron ligados a la música que siempre hizo parte de su panorama. Influenciada por una infancia cerca de las voces de Mercedes Sosa, Joan Manuel Serrat, Jorge Cafrune, Atahualpa Yupanqui, la música colombiana y latinoamericana va desarrollando un sentido que, de la mano de un entorno rodeado de música termina por llevarla a dar los primeros pasos de esta carrera.

### Carrera
Arranca su carrera en el 2000 cuando entra por primera vez al estudio con la agrupación de rap Conexión Frontal, empieza a tener sus primeros acercamientos a distintos escenarios y comienza a realizar colaboraciones con distintos artistas locales. Entra al sello Audio Lírica en donde graba distintas canciones al lado de reconocidos raperos de la escena local. De ahí comienza un camino de descubrimiento de sus temas de la mano de Benny B y David King que irían encaminadas a su EP "LIANNA" (2008) y posteriormente a su primer LP: "Paciencia" (2012). 
En ese tránsito trabaja en proyectos como Pulenta y Transatlánticos, con quienes logra llegar a escenarios como el Lollapalooza Chile y el Haus der Kulturen der Welt en Berlín. Con su álbum "Paciencia" logra llegar a escenarios como Hip Hop Al Parque 2012, Rock Al Parque 2013, Festival Estéreo Picnic 2014, Soma 2015, Hermoso Ruido, y llegó a realizar el opening act del concierto de Joss Stone 2015 en Bogotá

## Discografía

### En la banda Pulenta
- Disco "Golpe Al Mundo" (2015)

### En la banda Transatlánticos
- Disco "First Trip" (2012)

### Colaboraciones
- Homenaje (con Conexión Frontal "Basado en Hechos Reales", 2001)
- Total Control (con Conexión Frontal "Basado en Hechos Reales", 2001)
- Lejos de Ti (con Flaco Flow y Melanina "Flaco Flow y Melanina", 2002)
- La Única (Ft. Devia con JHT "Música en Mi", 2004)
- Una vez más (Ft. Benny B con JHT "Música en Mi", 2004)
- Un nuevo mundo (con JHT "Música en Mi", 2004)
- A tu lado (con Machado "Te Has Preguntado?", 2004)
- MVP (con Jiggy Drama "Undergroove", 2005)
- Work Ya' Body (con Jiggy Drama "Undergroove", 2005)
- Sin Ti (con Dahyana -Sencillo-, 2005)
- ¿Amor? (con JHT "Nadie Protesta", 2006)
- Mujer (con Flaco Flow y Melanina "De barrio en Barrio", 2006)
- Fuego Contra Fuego (con Juan Habitual "Los 7 Pecados Habituales", 2006)
- La Cámara (con JHT "La Ciencia de Los Sueños", 2008)
- Dios Bendiga Las Calles (con Zkirla "Underground Finest", 2009)
- Fuego Contra Fuego (con JHT "Bosques de Chocolate", 2010)
- El Amor Verdadero (con Superanfor "Santa Barbarie", 2012)
- Indiferencia (con Ali Aka Mind "Palabras del Alma", 2012)
- Respondiendo a Tus Preguntas (con Delirium Tremenz "De la Rabia y Otros Placeres", 2012)
- Buscando Maneras (con T-Lonius & Tynoko "El Baúl de Los Recuerdos", 2012)
- Referendúm Femenino (con Hache ST "Zafra", 2013)
- Merced (con Bocafloja en el documental "Por Donde Pasa el Diablo", 2015)
- No sé por qué? (con DJH prod. Avenrec "Rec Machine Da Mix Tape", 2015)
- Don't Worry 'Bout Me (prod. Crudo Means Raw "The Voyage ", 2015)
- No Hay Flores en Venus (con AlcolirykoZ "Efectos Secundarios", 2015)
- Reencuentro (con Hache ST & Gas Lab "Jubilo", 2015)
- Hommies(con Doble porción &  Crudo Means Raw "Manzanas a la vuelta" 2016)
- La Última Vida (con MC Ari prod. El Arkéologo, 2020)

## Premios y nominaciones
| Año  | Disco               | Premio               | Categoría                                                                | Resultado |
| ---- | ------------------- | -------------------- | ------------------------------------------------------------------------ | --------- |
| 2015 | Paciencia           | Premios Subterranica | Mejor artista femenina Hip Hop                                           | Nominada  |
| 2014 | Efectos Secundarios | Premios Shock Tigo   | Mejor Canción Radio Alternativa "No Hay Flores En Venus" Ft. AlcolirykoZ | Nominada  |
| 2014 | Paciencia           | Premios Subterranica | Mejor artista femenina                                                   | Ganadora  |
| 2013 | Paciencia           | Premios SHOCK        | Mejor nueva solista femenina                                             | Nominada  |